# KLF8
O fator 8 do tipo Krueppel é uma proteína que em humanos é codificada pelo gene KLF8. KLF8 pertence à família da proteína KLF. O KLF8 é ativado pelo KLF1 junto com o KLF3, enquanto o KLF3 reprime o KLF8.

## Interações
Foi mostrado que o KLF8 interage com o CTBP2.